# Шерман (округ Кларк, Вісконсин)
Шерман (англ. Sherman) — місто (англ. town) в США, в окрузі Кларк штату Вісконсин. Населення — 882 особи (2010).

## Демографія
Згідно з переписом 2010 року, у місті мешкали 882 особи в 284 домогосподарствах у складі 232 родин. Було 298 помешкань
Расовий склад населення:
| - 95,2 % — білих - 0,5 % — вихідців з тихоокеанських островів - 0,2 % — корінних американців - 0,1 % — чорних або афроамериканців - 0,1 % — азіатів - 2,9 % — осіб інших рас |

До двох чи більше рас належало 0,9 %. Частка іспаномовних становила 5,1 % від усіх жителів.
За віковим діапазоном населення розподілялося таким чином: 33,4 % — особи молодші 18 років, 58,1 % — особи у віці 18—64 років, 8,5 % — особи у віці 65 років та старші. Медіана віку мешканця становила 34,1 року. На 100 осіб жіночої статі у місті припадало 120,5 чоловіків;  на 100 жінок у віці від 18 років та старших — 115,0 чоловіків також старших 18 років.
Середній дохід на одне домашнє господарство  становив 73 094 долари США (медіана — 63 036), а середній дохід на одну сім'ю — 80 210 доларів (медіана — 73 500). Медіана доходів становила 33 125 доларів для чоловіків та 36 964 долари для жінок. За межею бідності перебувало 17,7 % осіб, у тому числі 24,7 % дітей у віці до 18 років та 15,0 % осіб у віці 65 років та старших.
Цивільне працевлаштоване населення становило 464 особи. Основні галузі зайнятості: виробництво — 26,1 %, освіта, охорона здоров'я та соціальна допомога — 19,4 %, сільське господарство, лісництво, риболовля — 16,2 %.